# Piptochaetium
Piptochaetium es un género de plantas herbáceas perteneciente a la familia de las poáceas. Es originario del norte y sur de América. 

## Descripción
Son plantas perennes cespitosas. La lígula es una membrana; láminas lineares, involutas a aplanadas. Inflorescencia una panícula. Espiguillas teretes, ovoides u obovoides, con 1 flósculo bisexual; desarticulación arriba de las glumas; glumas más largas que el flósculo, subiguales, membranáceas, redondeadas en el dorso, 3-7-nervias; lema terete o gibosa, rígida, pardo pelosa o glabra, los márgenes inflexos entre las quillas prominentes de la pálea, el ápice con una corona, la arista terminal, 2-geniculada, torcida en el segmento inferior; pálea más larga que la lema, 2-carinada, sulcada entre las quillas, las quillas y surco rígidos, los márgenes anchos, membranáceos, el ápice agudo y sobresaliendo de la lema; callo agudo y piloso o obtuso y glabro o piloso; lodículas 3; estambres 3; estilos 2. Fruto una cariopsis sulcada; hilo linear.

## Taxonomía
El género fue descrito por Jan Svatopluk Presl  y publicado en Reliquiae Haenkeanae 1: 222. 1830.
Etimología
Piptochaetium: nombre genérico que deriva de las palabras griegas: piptein = (caer) y chaite = (cerda), en alusión a las aristas de las hojas caducas.

## Especies
- Piptochaetium alpinum
- Piptochaetium angolense
- Piptochaetium angustifolium
- Piptochaetium avenaceum
- Piptochaetium avenacioides
- Piptochaetium bicolor
- Piptochaetium brachyspermum
- Piptochaetium brevicalyx
- Piptochaetium burkartianum
- Piptochaetium cabrerae
- Piptochaetium calvescens
- Piptochaetium confusum
- Piptochaetium cucullatum
- Piptochaetium featherstonei
- Piptochaetium fimbriatum
- Piptochaetium hackelii
- Piptochaetium hirtum
- Piptochaetium indutum
- Piptochaetium jubatum
- Piptochaetium lasianthum
- Piptochaetium leiopodum
- Piptochaetium medium
- Piptochaetium montevidense
- Piptochaetium napostaense
- Piptochaetium palustre
- Piptochaetium panicoides
- Piptochaetium pringlei
- Piptochaetium ruprechtianum
- Piptochaetium sagasteguii
- Piptochaetium seleri
- Piptochaetium setosum Piptochaetium fuscum (Nees ex Steud.) Barkworth, Ciald., & Gandhi
- Piptochaetium stipoides
- Piptochaetium tovarii
- Piptochaetium uruguense
- Piptochaetium virescens